# Nepeta zandaensis
Nepeta zandaensis là một loài thực vật có hoa trong họ Hoa môi. Loài này được H.W.Li mô tả khoa học đầu tiên năm 1985.